# KMail
KMail è il programma per la gestione della posta elettronica nell'ambiente desktop KDE.
È stato sviluppato inizialmente da Stefan Taferner ed è ora sviluppato da un gruppo di sviluppatori che fanno capo a Ingo Klöcker e Dan Sanders.
Benché sia nato come un semplice programma di posta elettronica, e possa essere usato ancora in tal modo, è divenuto la base di Kontact, un programma integrato per la gestione della posta elettronica, dei calendari, dei messaggi Usenet e delle fonti di notizie RSS.
Gestisce le cartelle, il filtraggio dei messaggi, la ricezione e composizione dei messaggi in formato HTML ed i set di caratteri internazionali. Supporta IMAP, POP3 e mailbox locali per la posta in arrivo. Può inviare i messaggi tramite SMTP o sendmail. 

## Gestione spam
KMail utilizza due filtri speciali per fornire un accesso modulare ai programmi di filtraggio spam:k
- Spedisci questa e-mail ad un programma permette di specificare qualsiasi programma, e quando questo filtro di Kmail è attivato, il programma sarà eseguito e gli sarà passato il contenuto dell'e-mail come standard input.
- Passa questa e-mail ad un programma non spedisce solamente l'e-mail al programma specificato, ma rimpiazza l'e-mail con l'output del programma.  Questo permette l'uso di sistemi come SpamAssassin che possono aggiungere le loro intestazioni ad un tratto di e-mail.

Questi filtri modulari possono essere combinati con filtri di testo per individuare (per esempio) e-mail che sono state contrassegnate da SpamAssassin cercando nelle intestazioni speciali che aggiunge.

## Gestione della crittografia
KMail gestisce in modo integrato i messaggi OpenPGP e decifra automaticamente i messaggi dopo che l'utente ha fornito la password.
I messaggi cifrati vengono visualizzati circondati da un bordo blu, quelli che sono stati firmati digitalmente sono messi in evidenza da un bordo verde.

## Gestionegroupware
Quando è usato come componente della suite di programmi PIM Kontact, KMail può funzionare come un client groupware, e condividere liste di contatti, posta elettronica, calendari e annotazioni tra gli utenti.